# Коричневополосый ксантихт
Коричневополосый ксантихт (лат. Xanthichthys ringens) — тропическая морская рыба из семейства спинороговых.

## Фото

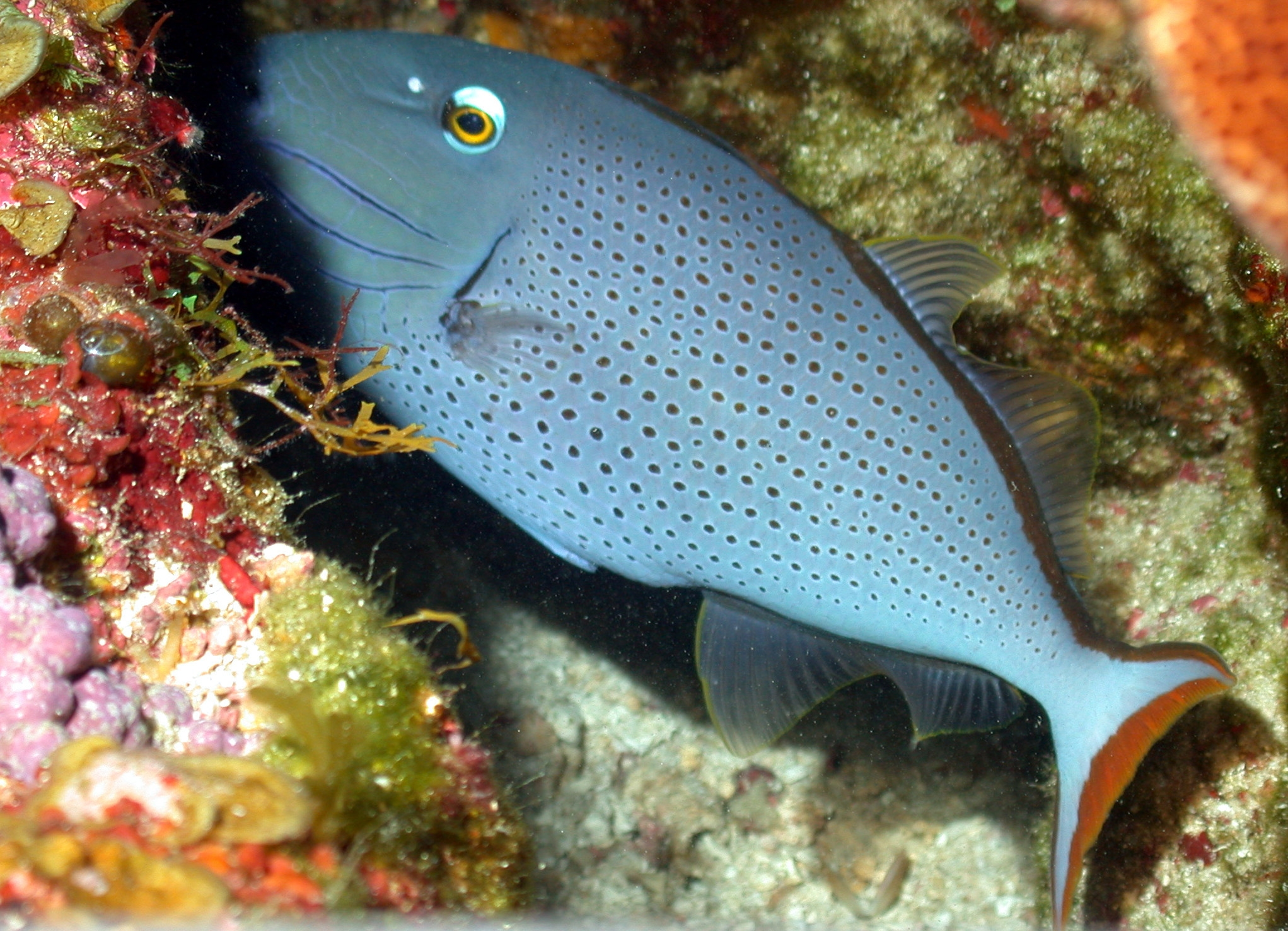
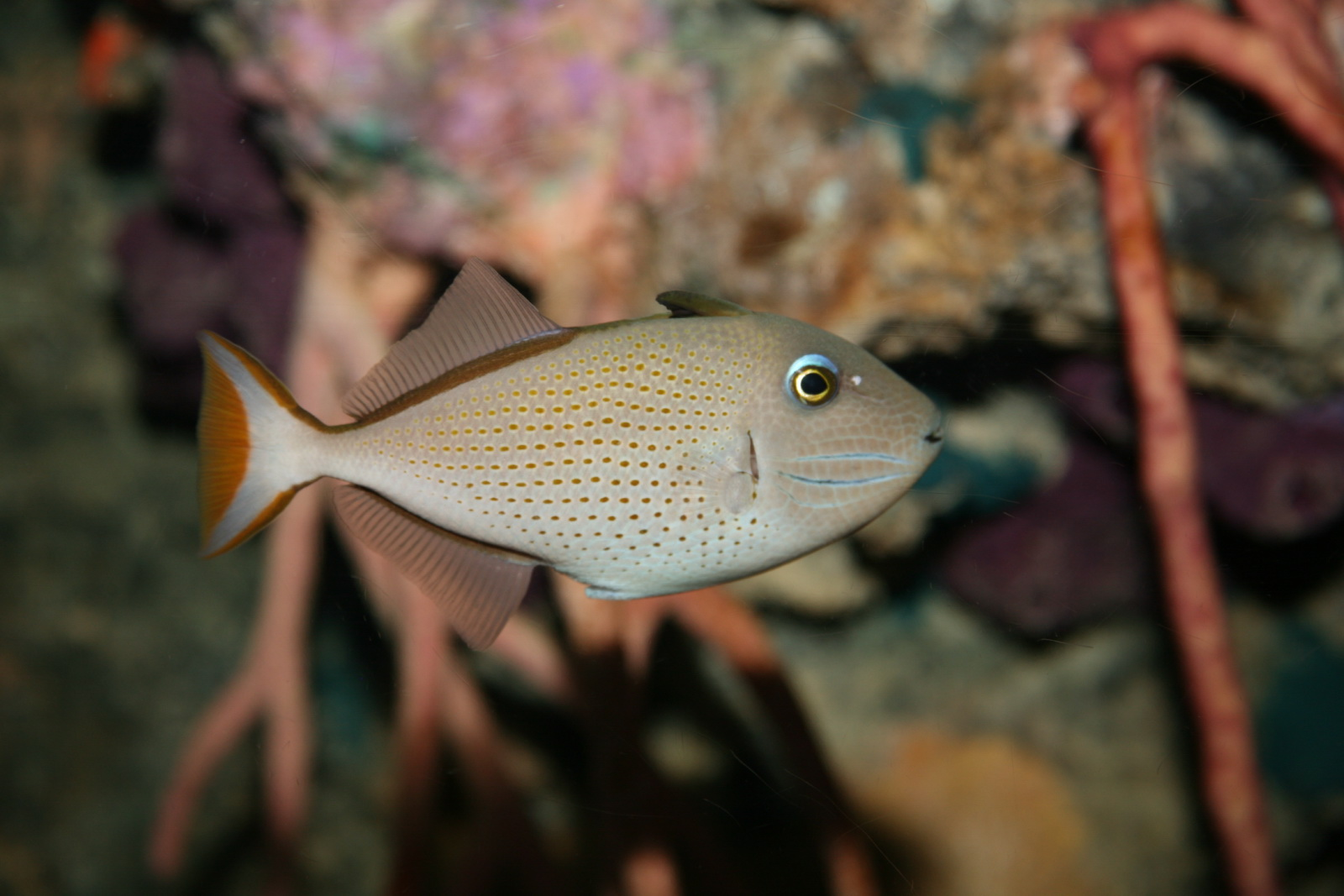
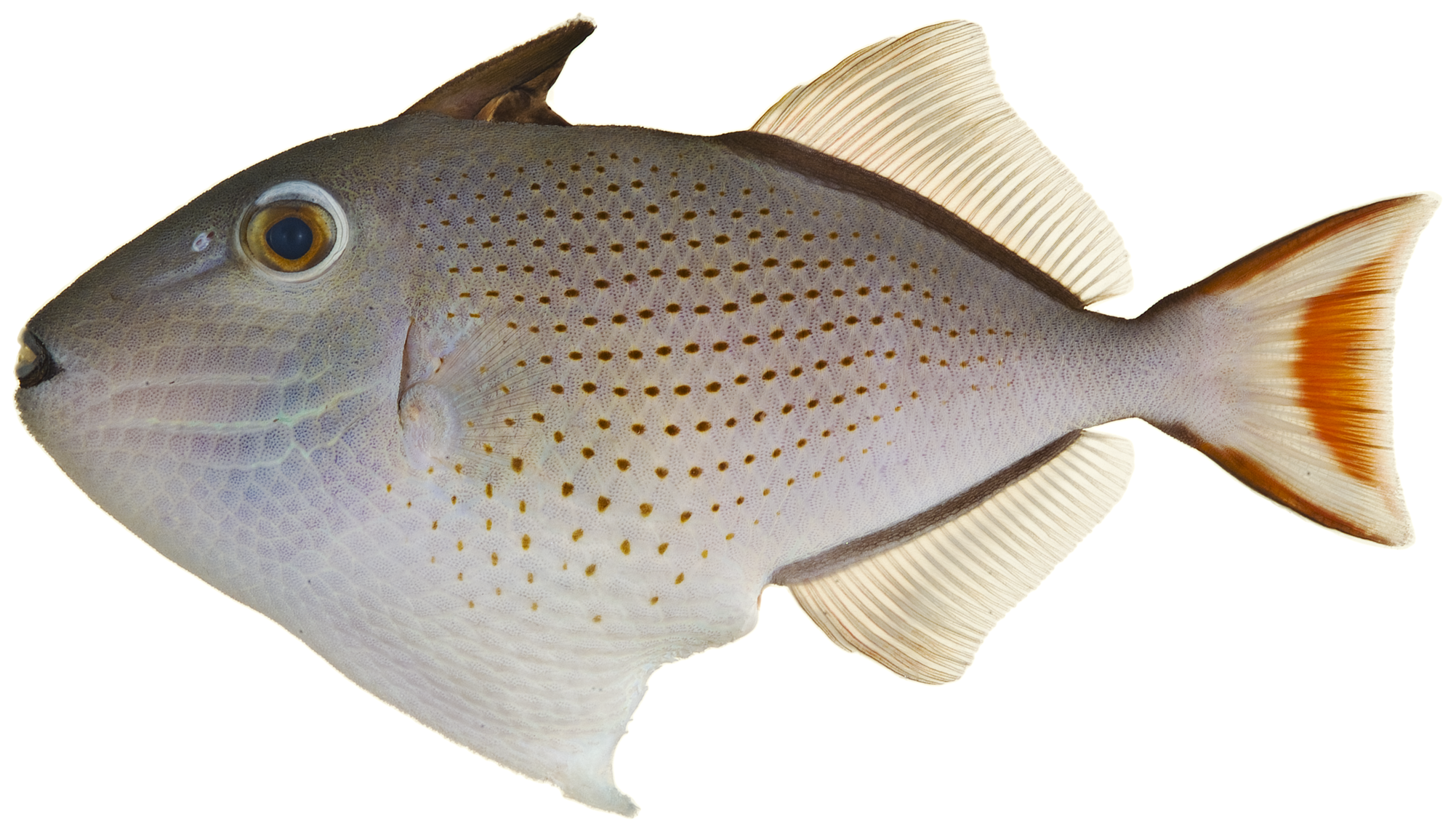

## Описание
Длина тела составляет до 25 см. Окраска тела серо-коричневого цвета. Вдоль боковых сторон расположены многочисленные тёмные пятна в ряд. У рыбы выдающийся вперёд подбородок. Хвостовой плавник оранжево-красного цвета.

## Распространение
Коричневополосый ксантихт живёт в западной Атлантике от побережья Северной Каролины через Бермудские и Малые Антильские острова до побережья Бразилии во внешних рифах, на глубине от 25 до 100 м. Мальки живут под двигающимися саргассовыми водорослями.

## Питание
Коричневополосый ксантихт питается преимущественно ракообразными и морскими ежами.